# Cold Blood Legacy : La Mémoire du sang
Pour les articles homonymes, voir Cold Blood.
Pour plus de détails, voir Fiche technique et Distribution.
Cold Blood Legacy : La Mémoire du sang est un film franco-ukrainien réalisé par Frédéric Petitjean, sorti en 2019.

## Synopsis
Henry est un tueur à gages à la retraite. Recherché, il mène aujourd'hui une vie solitaire dans une cabane au bord d'un lac au Nord des États-Unis. Un jour, il recueille dans son chalet une jeune femme ayant subi un grave accident de motoneige. Henry la soigne. À peine remise, on découvre qu'elle est Charly, la fille du contrat d'Henry, et qu'elle est venue pour venger son père. Il va ensuite découvrir qu'elle est aussi recherchée. Celui qui a jadis appris à tuer va devoir apprendre à protéger quelqu'un.

## Fiche technique
Sauf indication contraire, les informations mentionnées dans cette section peuvent être confirmées par la base de données cinématographiques IMDb,  présente dans la section « Liens externes ».
- Titre original : Cold Blood Legacy : La Mémoire du sang
- Titre de travail : The Last Step
- Réalisation et scénario : Frédéric Petitjean
- Photographie : Thierry Arbogast
- Musique : Xavier Berthelot
- Production : Olias Barco, Corinne Benichou, Oleg German, Florence Moos

Coproducteur : Laurent Tolleron
Producteurs délégués : Gary Phillips et Mark Vennis
Producteurs exécutifs : Eric Mathis et Jean-Luc Olivier
Producteurs associés : Karin Dietrich, Ralph S. Dietrich, Stephan Giger et Roger Kaufmann
- Sociétés de production : Eastwest Productions, Eight 35, Wild Tribe Films, Goldcrest Films International ; coproduit par Ascot Elite Entertainment Group et Seven 52
- Sociétés de distribution : Goldcrest Films International (États-Unis, Canada), Paramount Pictures (France)
- Budget : n/a
- Pays d'origine :  France,  Ukraine
- Langue originale : anglais
- Format : couleur - 2.39:1 (anamorphosé)
- Genre : thriller, action
- Durée : 91 minutes
- Dates de sortie[2] :
  -  France : 15 mai 2019

## Distribution
- Jean Reno (VF : lui-même) : Henry
- Sarah Lind (VF : Barbara Beretta) : Melody
- Joe Anderson (VF : Axel Kiener) : Kappa
- David Gyasi : Malcolm
- Ihor Ciszkewycz(VF : Luc Florian) : Davies
- François Guétary : Brigleur
- Samantha Bond : The Lady
- Anna Boutkevytch : Sarah Gold

## Production
Le film s'intitulait initialement The Last Step.

### Tournage
Le tournage débuta en février 2018. Il eut lieu dans les Carpates, une région montagneuse en Ukraine, ainsi qu'à Kiev, New York et au Canada,.